# Grimmiales
Grimmiales är en ordning av bladmossor. Grimmiales ingår i klassen egentliga bladmossor, divisionen bladmossor och riket växter. Enligt Catalogue of Life omfattar ordningen Grimmiales 366 arter. 
Kladogram enligt Catalogue of Life:
| Grimmiales | \| \| Grimmiaceae \| \| \| \| \| \| Ptychomitriaceae \| \| \| \| |
|            | \| \| Grimmiaceae \| \| \| \| \| \| Ptychomitriaceae \| \| \| \| |
|            | Archidiales                                                      |
|            |                                                                  |
|            | Bryales                                                          |
|            |                                                                  |
|            | Buxbaumiales                                                     |
|            |                                                                  |
|            | Dicranales                                                       |
|            |                                                                  |
|            | Fissidentales                                                    |
|            |                                                                  |
|            | Funariales                                                       |
|            |                                                                  |
|            | Hookeriales                                                      |
|            |                                                                  |
|            | Hypnales                                                         |
|            |                                                                  |
|            | Hypnobryales                                                     |
|            |                                                                  |
|            | Isobryales                                                       |
|            |                                                                  |
|            | Leucodontales                                                    |
|            |                                                                  |
|            | Orthotrichales                                                   |
|            |                                                                  |
|            | Polytrichales                                                    |
|            |                                                                  |
|            | Pottiales                                                        |
|            |                                                                  |
|            | Schistostegiales                                                 |
|            |                                                                  |
|            | Seligerales                                                      |
|            |                                                                  |
|            | Tetraphidae                                                      |
|            |                                                                  |
|            | Tetraphidales                                                    |
|            |                                                                  |
|            | Grimmiaceae                                                      |
|            |                                                                  |
|            | Ptychomitriaceae                                                 |
|            |                                                                  |

|  | Grimmiaceae      |
|  |                  |
|  | Ptychomitriaceae |
|  |                  |

## Bildgalleri

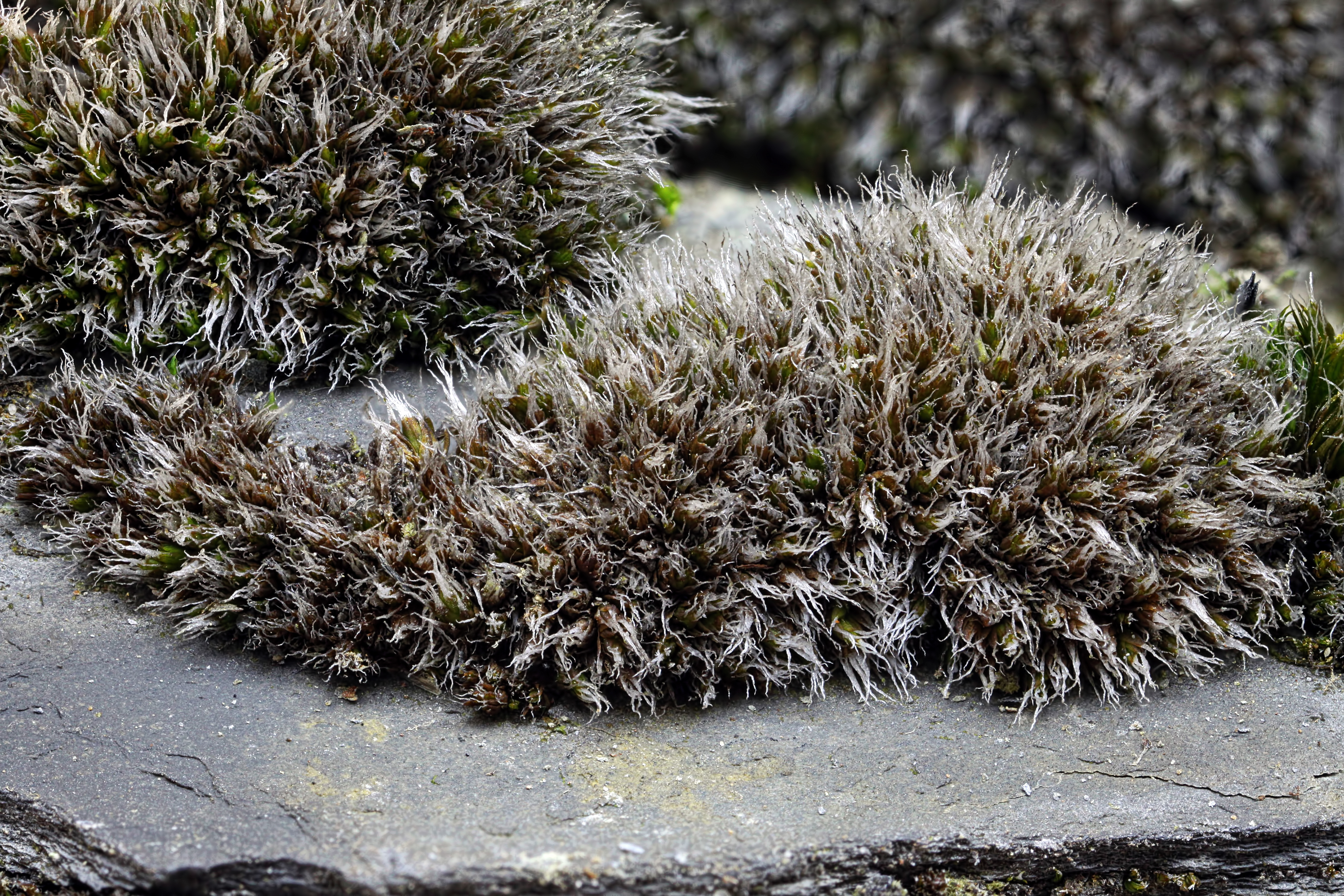
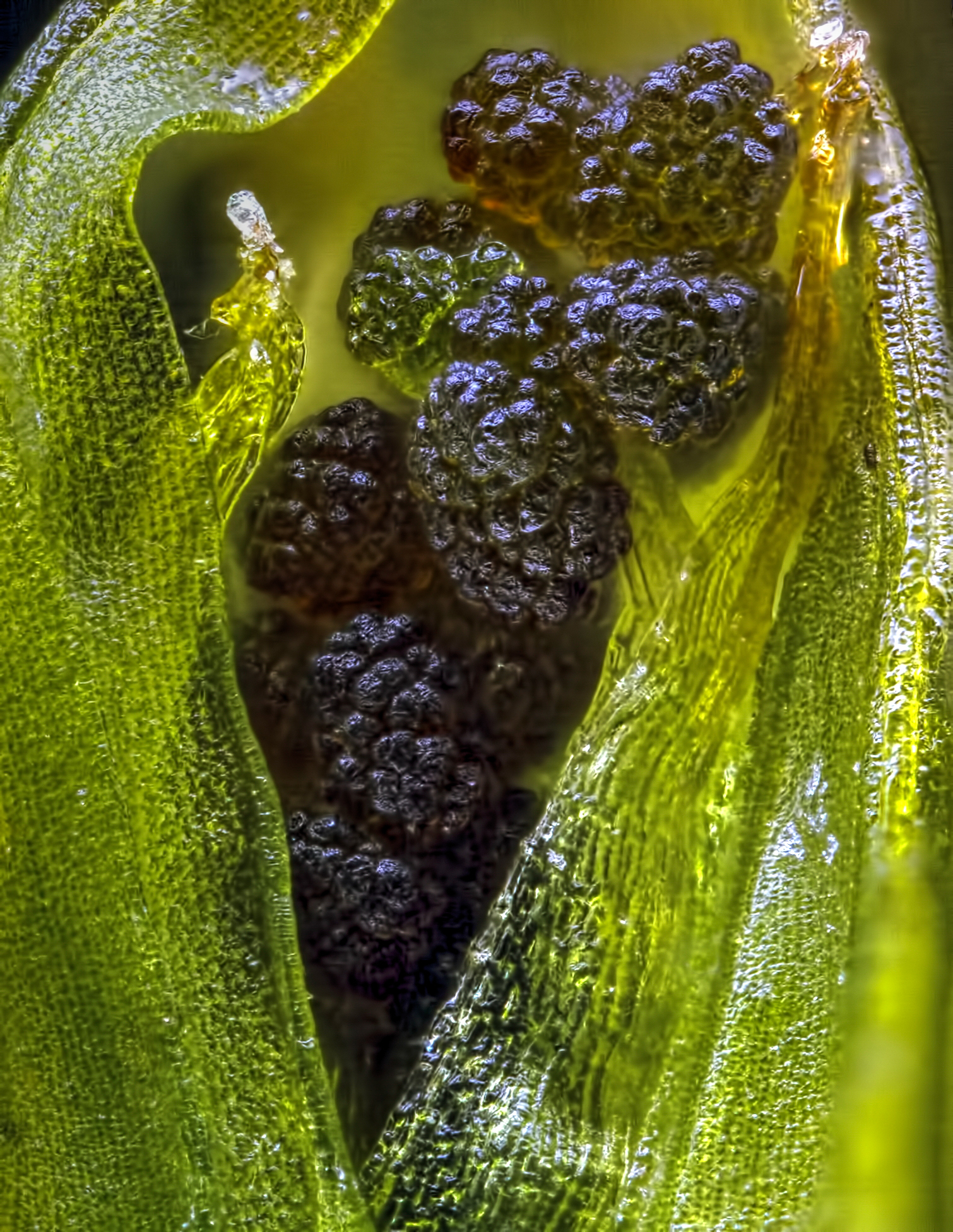
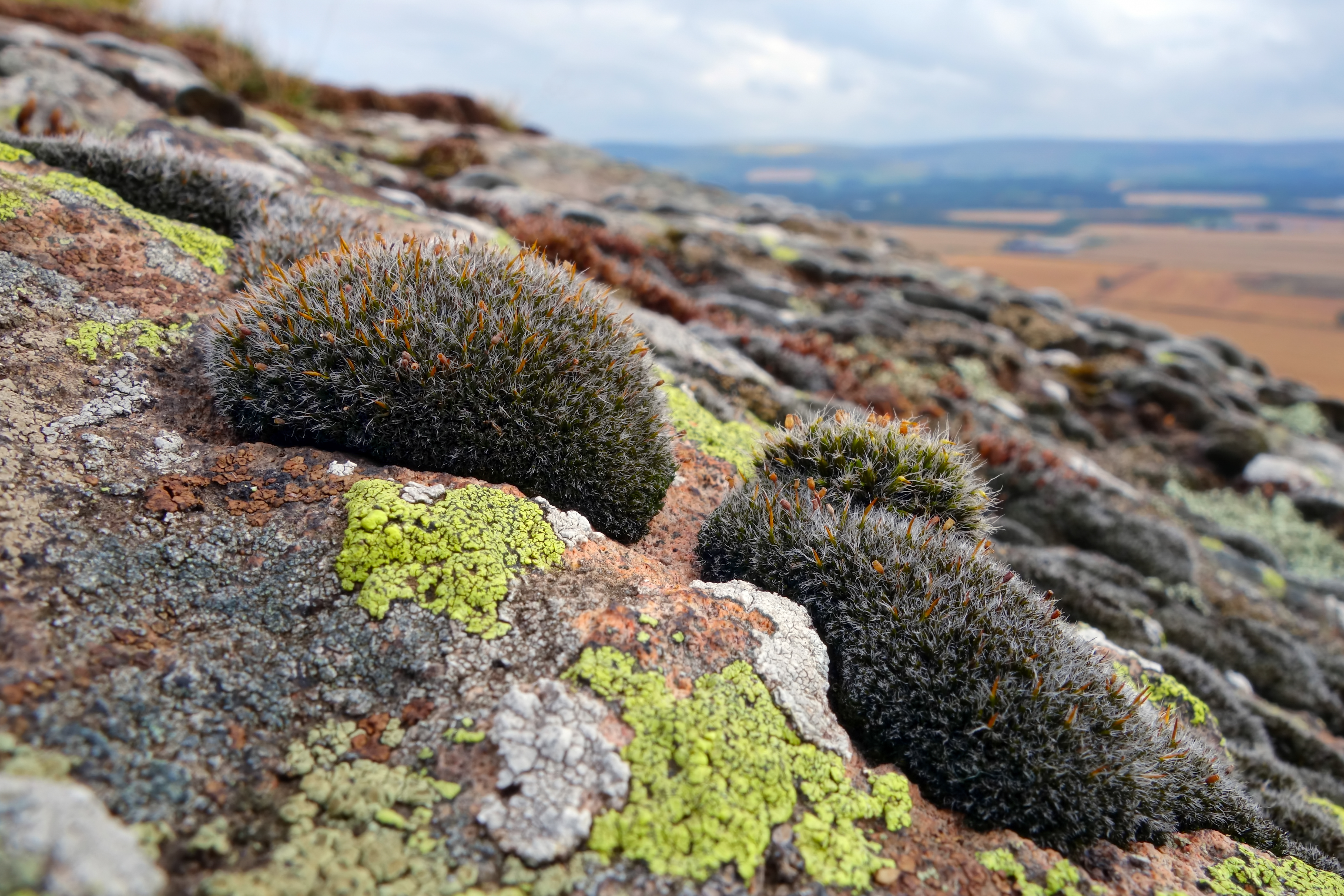
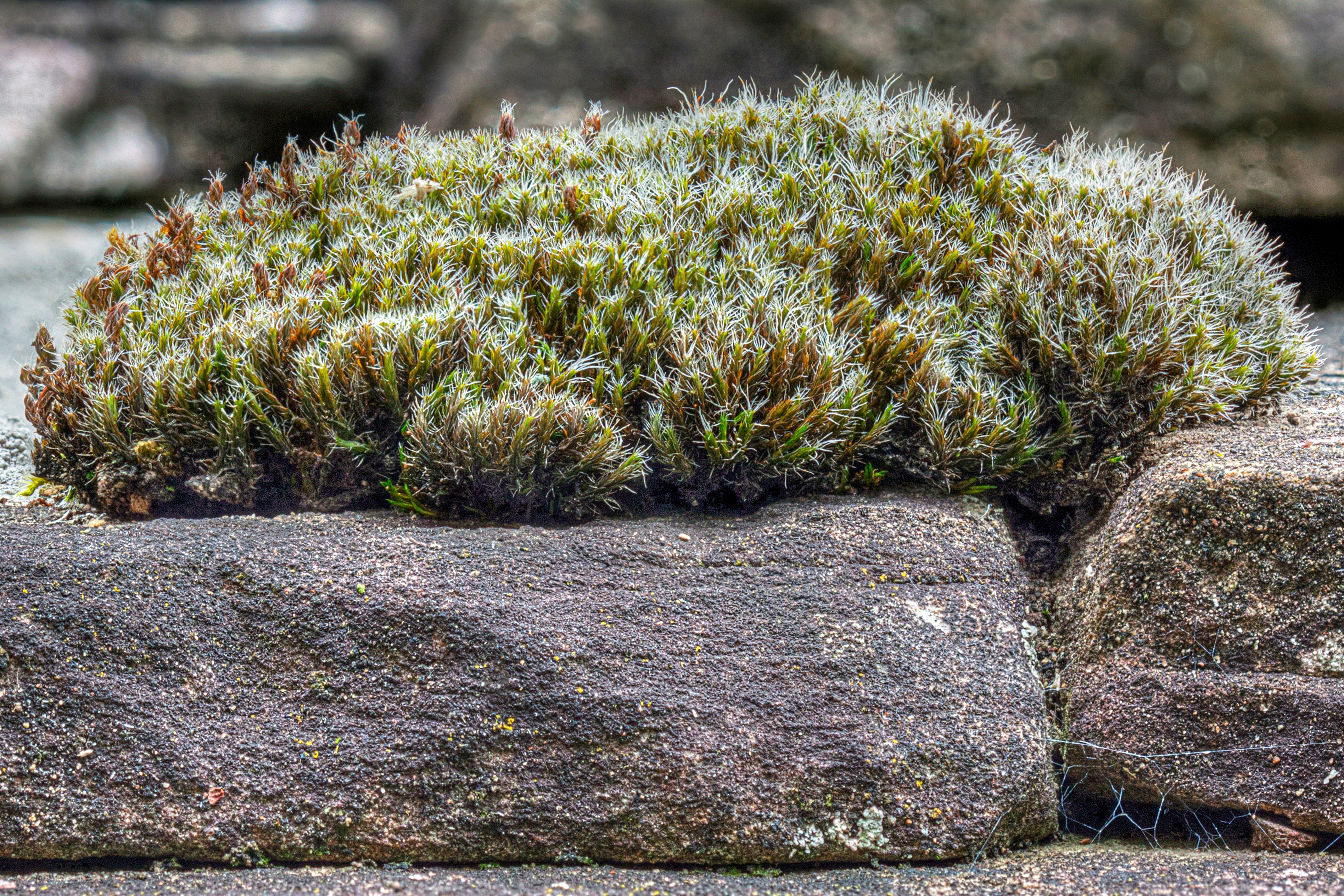
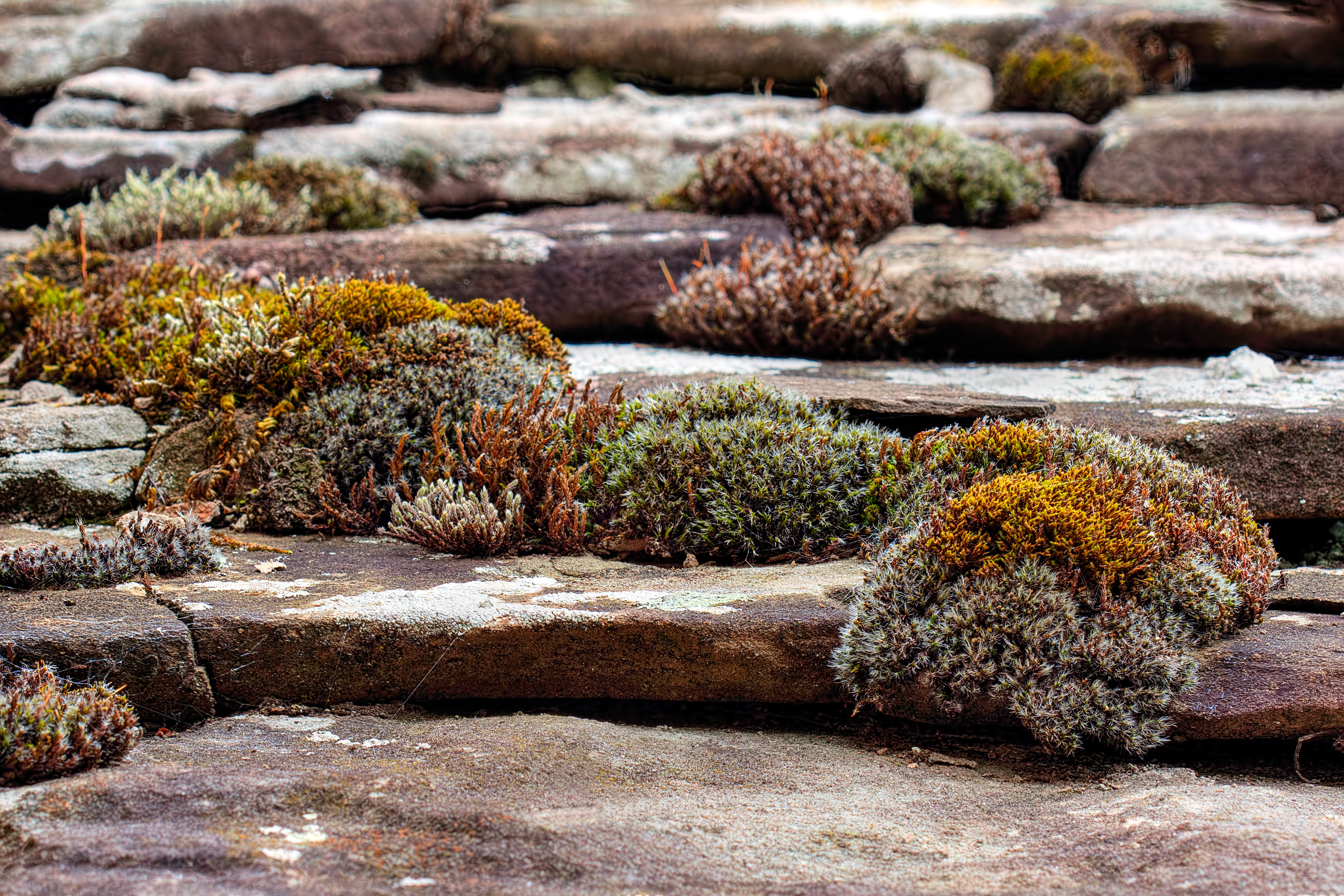
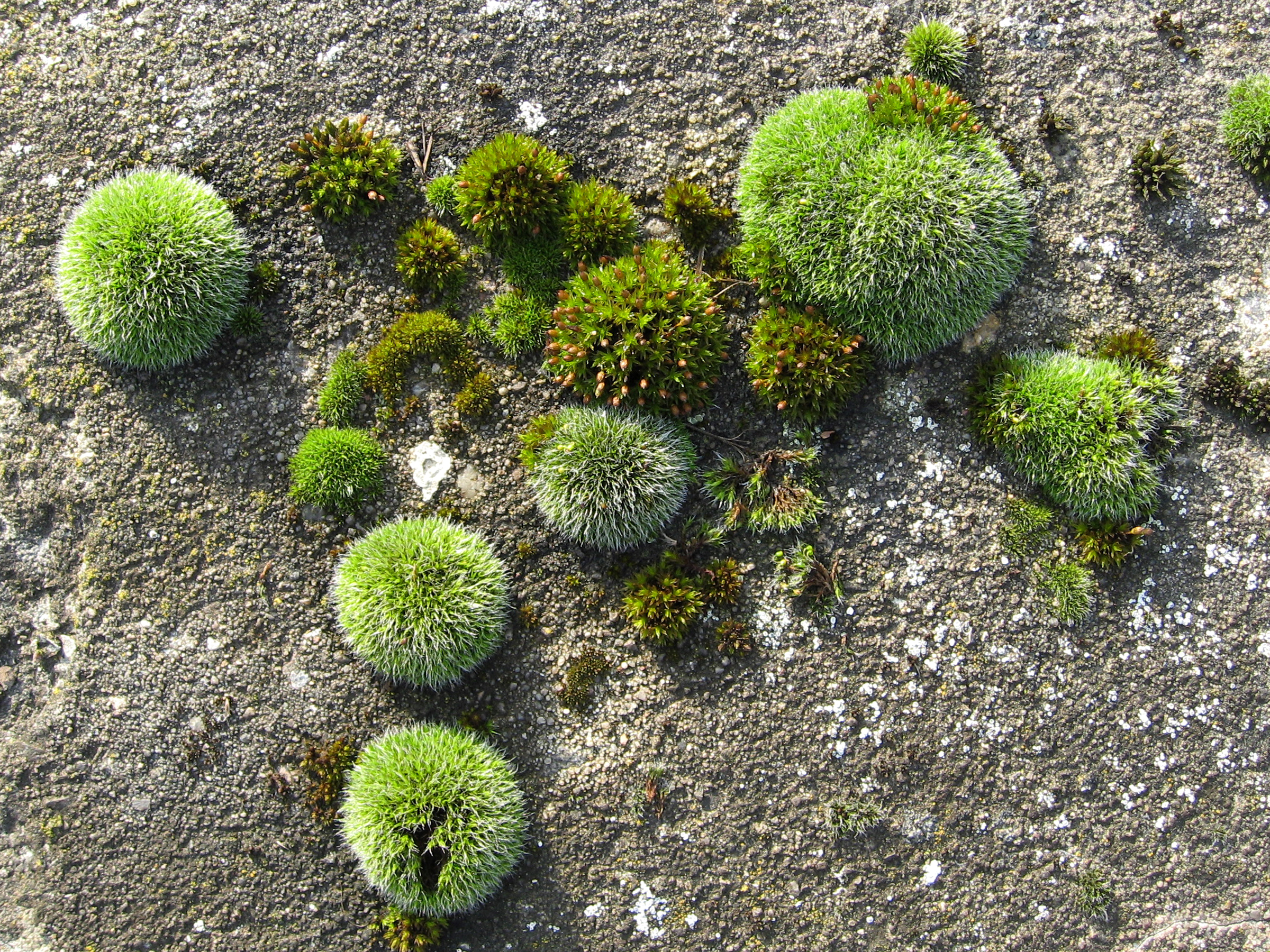